# Sovedrikken
Sovedrikken er et syngespil i 2 akter af C.E.F. Weyse til en tekst af Adam Oehlenschläger. Det blev uropført på Det Kongelige Teater i København 21. april 1809.
| Musik | Spire Denne musikartikel er en spire som bør udbygges. Du er velkommen til at hjælpe Wikipedia ved at udvide den. |